# Симплекс
 Тази статия е за геометричното понятие.  За симплекс в комуникациите вижте симплексна връзка.  
Симплекс е обобщено математическо понятие за най-простата геометрична фигура в n-мерното пространство. Геометрически може да бъд представен като множество от {\displaystyle (n+1)} точки, всяка от които е свързана с всички останали точки. n-Симплекс може да се построи от (n-1)-симплекс чрез добавяне на нова точка по n-тото измерение и свързването ѝ с всички останали върхове на (n-1)-симплекса.
| {\displaystyle n} | име           |
| ----------------- | ------------- |
| 0                 | точка         |
| 1                 | отсечка       |
| 2                 | триъгълник    |
| 3                 | тетраедър     |
| 4                 | петоклетъчник |
| 5                 | шестопетичник |

## Свойства
- Един n-мерен симплекс има {\displaystyle n+1} върха, всеки {\displaystyle k+1} от които образуват k-мерно лице.

- По-специално, броят на k-измерните лица в n-симплекс е равен на биномния коефициент {\displaystyle {\tbinom {n+1}{k+1}}.}
- По-специално, броят на лицата на най-високото измерение съвпада с броя на върховете и е равен на {\displaystyle n+1}.

- Обемът на n-симплекс се намира с интеграла:

{\displaystyle \int \cdots \int \;dx_{1}\cdots dx_{n}={\frac {h^{n}}{n!}}}, където {\displaystyle h} е височината на симплекса.
- Ориентираният обем на n-симплекс в n-мерното евклидово пространство може да се определи по формулата

{\displaystyle V={\frac {1}{n!}}\det(v_{1}-v_{0},v_{2}-v_{0},\dots ,v_{n}-v_{0}).}
- Детерминантата на Кели – Менгер позволява да се изчисли обема на симплекс, като се знаят дължините на неговите ръбове:

{\displaystyle V^{2}={\frac {(-1)^{n-1}}{2^{n}(n!)^{2}}}{\begin{vmatrix}0&1&1&1&\dots &1\\1&0&d_{01}^{2}&d_{02}^{2}&\dots &d_{0n}^{2}\\1&d_{10}^{2}&0&d_{12}^{2}&\dots &d_{1n}^{2}\\1&d_{20}^{2}&d_{21}^{2}&0&\dots &d_{2n}^{2}\\\vdots &\vdots &\vdots &\vdots &\ddots &\vdots \\1&d_{n0}^{2}&d_{n1}^{2}&d_{n2}^{2}&\dots &0\\\end{vmatrix}},}
където {\displaystyle d_{ij}=|v_{i}-v_{j}|} е разстоянието между i-тия и j-тия връх, n е измерението на пространството. Тази формула е обобщение на формулата на Херон за триъгълници.
- Обемът на правилен n-симплекс с единична страна е {\displaystyle {\frac {\sqrt {n+1}}{n!\cdot 2^{n/2}}}}.

- Радиусът {\displaystyle R} на описаната n-мерна сфера удовлетворява съотношението  {\displaystyle (R\cdot V)^{2}=T,}

където {\displaystyle V} е обемът на симплекса и
{\displaystyle T={\frac {(-1)^{n}}{2^{n+1}{(n!)}^{2}}}{\begin{vmatrix}0&d_{01}^{2}&d_{02}^{2}&\dots &d_{0n}^{2}\\d_{10}^{2}&0&d_{12}^{2}&\dots &d_{1n}^{2}\\d_{20}^{2}&d_{21}^{2}&0&\dots &d_{2n}^{2}\\\vdots &\vdots &\vdots &\ddots &\vdots \\d_{n0}^{2}&d_{n1}^{2}&d_{n2}^{2}&\dots &0\\\end{vmatrix}}.}